# Acanthochelys pallidipectoris
Acanthochelys pallidipectoris е вид влечуго от семейство Chelidae. Видът е световно застрашен, със статут Уязвим.

## Разпространение
Видът е разпространен в Аржентина и Парагвай.